# Power Rangers Samurai: Clash of the Red Rangers The Movie
Power Rangers Samurai: Clash of the Red Rangers The Movie é um telefilme especial da série Power Rangers, criada por Haim Saban, que estreou em 26 de novembro de 2011 em Nickelodeon nos Estados Unidos; da décima oitava e décima nona temporada desta série (Samurai). 